# Citroën Evasion
Citroën Evasion je automobil francuske marke Citroën i proizvodio se od 1994. – 2002. godine.

## Motori
- 1.8 L, 73 kW (99 KS)
- 2.0 L, 89 kW (121 KS)
- 2.0 L, 97 kW (132 KS)
- 2.0 L, 100 kW (136 KS)
- 2.0 L turbo, 108 kW (147 KS)
- 1.9 L turbo dizel, 66 kW (90 KS)
- 2.0 L turbo dizel, 80 kW (109 KS)
- 2.1 L turbo dizel, 80 kW (109 KS)